# Edicte de Milà

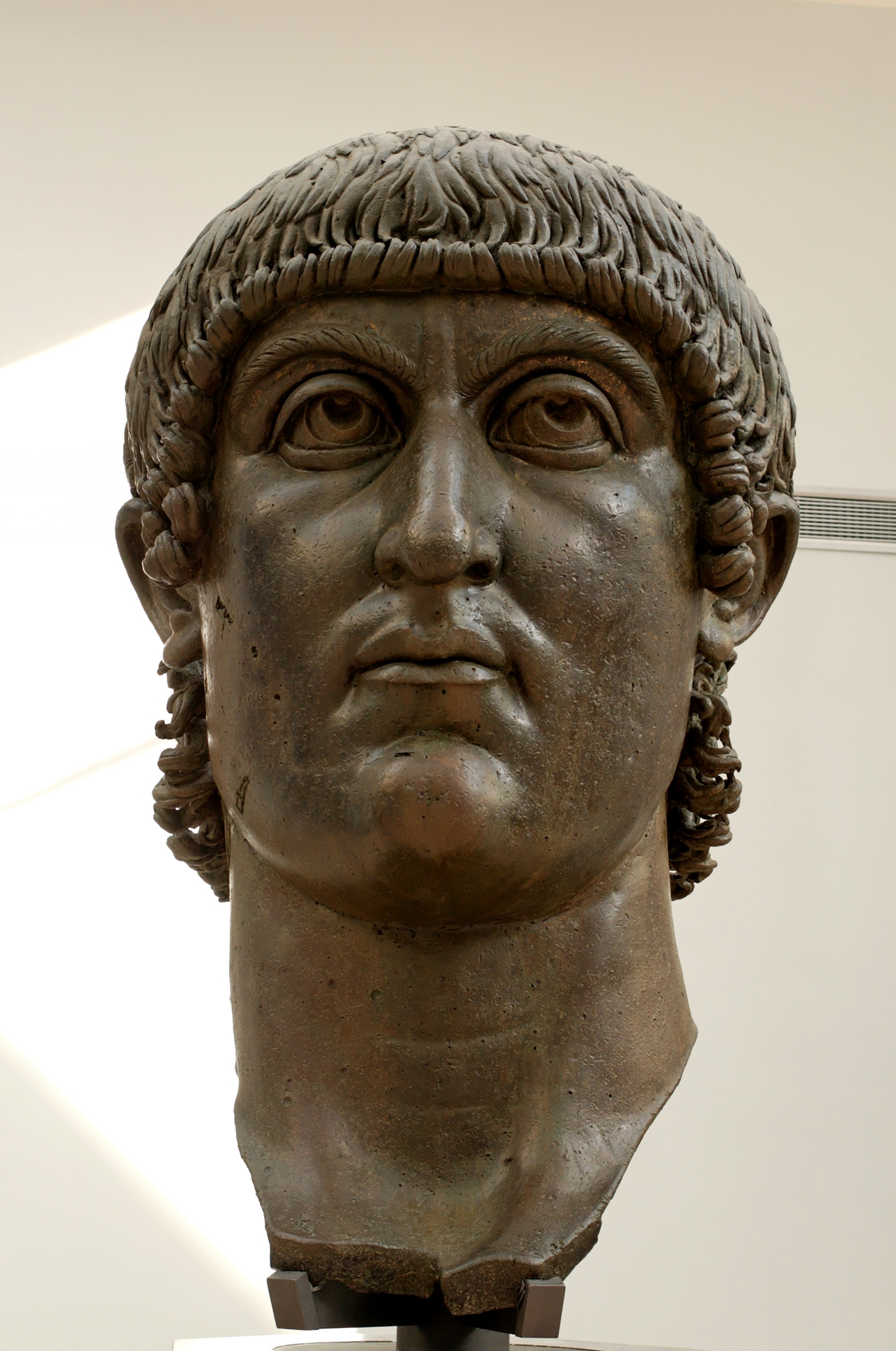
Bust de l'emperador romà Constantí I, un dels impulsors de l'edicte pel qual es declarava la llibertat de culte.

L'edicte de Milà (llatí: Edictum Mediolanense; grec: Διάταγμα τῶν Μεδιολάνων, Diatagma tōn Mediolanōn) va ser un decret promulgat a la ciutat de Milà el 313 pels emperadors Constantí el Gran i Licini I pel que s'acordava el tracte benevolent dels cristians a l'Imperi Romà. Confirmava l'edicte de tolerància de Sàrdica i en precisava els seus termes.
L'edicte anava dirigit al Prefecte del Pretori, i va ser publicat el març del 313. El seu text, segons Lactanci, inclou la següent sentència:
| « | Nosaltres, els Augusts Constantí i Licini (...) hem jutjat que entre tot el que vèiem convenir al bé universal, devíem ocupar-nos preferentment del que afecta a l'honor diví, i donar als cristians, el mateix que a tots els altres, la lliure facultat de professar la religió que cadascun volgués (...) | » |

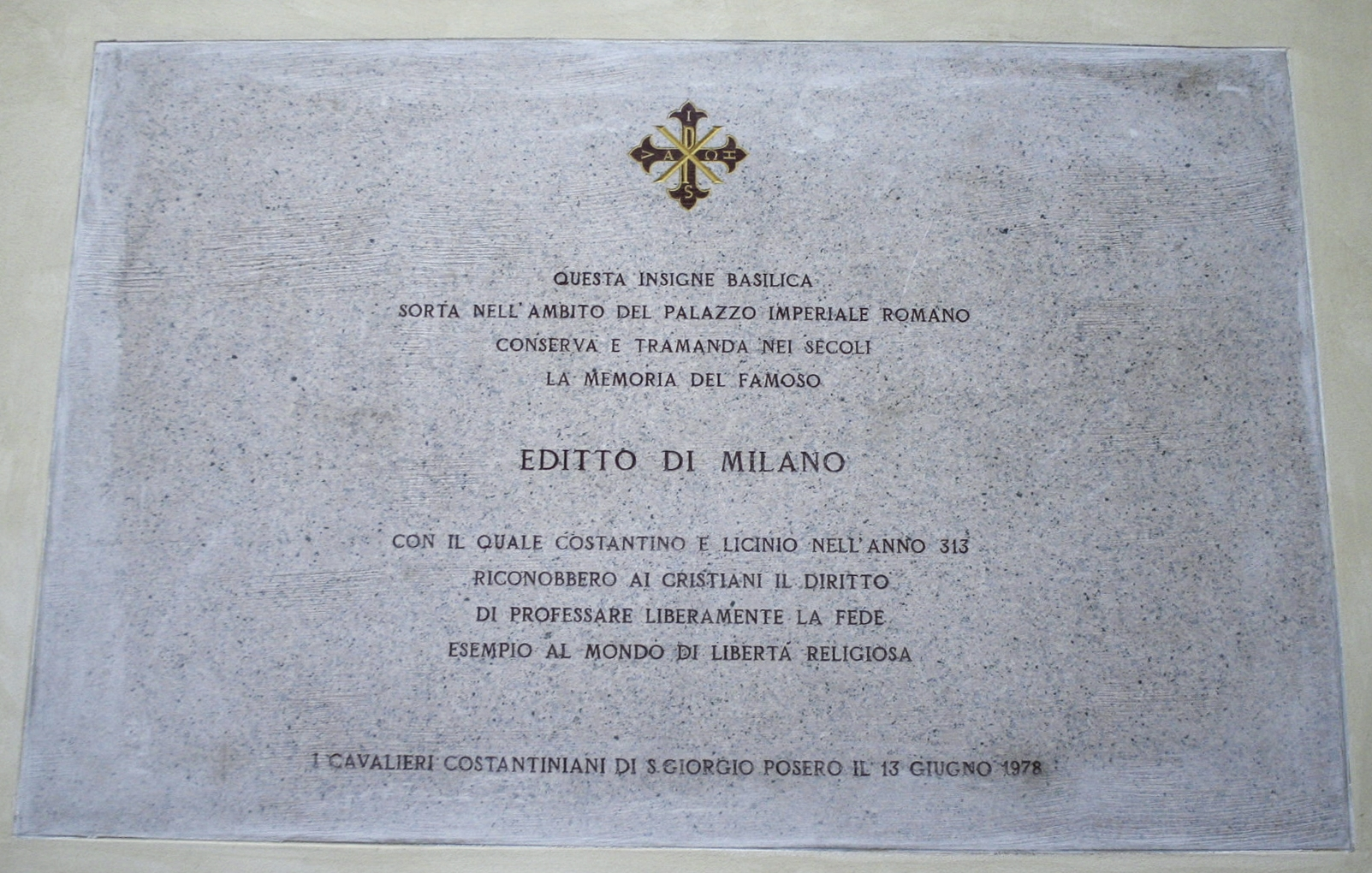
Làpida a l'església de San Giorgio al Palazzo propera a les restes del palau imperial on fou proclamat l'edicte.

La legislació procristiana de Constantí es va concretar en els següents anys (319 a 323) en les següents lleis o edictes:
- Any 313, rescripte que allibera als capellans cristians de l'exercici dels càrrecs públics locals (Curiales)
- Any 319, Decret datat a Roma que prohibeix les pràctiques dels arúspex i endevins llevat d'en els temples amb assistència de públic i en vista de tots. També aparegué una confirmació per rescripte de l'exempció als capellans cristians de l'exercici dels càrrecs curials.
- Any 320, nou rescripte confirmant i ampliant l'exempció dels càrrecs públics de la Cúria al clero cristià
- Any 321, dues lleis promulgades a Aquileia que prescriuen greus penes contra els qui utilitzin sortilegis contra la vida o el pudor, i permetent-se les receptes medicinals.
- Any 321, una llei promulgada a Sàrdica, permet la consulta als auguris quan un llamp caigui al palau imperial o un altre edifici públic, però en tot cas els pronòstics han de ser comunicats directament a l'emperador.
- Any 321, llei que permet els testaments a favor de les esglésies cristianes; també aparegué una llei que obligava als gremis i els seglars a l'observança d'un dia festiu a la setmana, usant-se per a això el diumenge, dia que els cristians dediquen al seu Déu
- Any 323, llei que castiga amb penes severes el que s'obligui els cristians a participar en actes del culte pagà i la derogació de la Llei d'August prohibint el celibat.

Després de la seva victòria sobre Licini, Constantí va dirigir un edicte als ciutadans de la part oriental de l'imperi, on l'Edicte de Milà no havia tingut quasi aplicació i havia caigut en l'oblit (encara que probablement els cristians no van ser perseguits, malgrat que s'ha dit que va ser la persecució d'aquests el que motivà la intervenció de Constantí). En el nou edicte, el text del qual s'ha conservar a través del bisbe arrià Eusebi de Cesarea i, per tant, és menys fiable, Constantí diu:
| « | ... I ara et prec, poderós i excel·lentíssim Déu, siguis clement i propici per als teus orientals i per a tots els provincials tan afligits per tantes i tan llargues calamitats; concedeix per mitjà d'aquest, el teu serf, tota classe de béns. No sense causa demano això de tu, Senyor de tots i Déu sant, car guiat per tu i sota els teus auspicis vaig emprendre i vaig portar a terme coses saludables. Precedit de la teva insígnia, per tot arreu conduí vencedor al meu exèrcit, i quantes vegades ho exigeix la utilitat pública, seguint la insígnia del teu poder marxo contra l'enemic... perquè sincerament estimo el teu nom i temo la teva justícia.... Vull que el teu poble visqui en pau i concòrdia per a comuna utilitat del genere humà, que els que encara romanguin en els errors de la gentilitat visquin també en pau amb els teus fidels i gaudeixin del content de la bona harmonia; potser aquesta comunió i bones relacions mútues pugui atreure a molts al camí recte. Ningú faci mal a un altre. Cadascun segueixi la seva opinió. No obstant això aquells que senten rectament tinguin per cert i definitiu que sols ells viuran en la puresa i la justícia a la qual tu mateix els has cridat perquè obeeixin les teves sacrosantes lleis. I els que a elles se substrauen, guardin per sí quant volguessin els temples de la mentida. Nosaltres conservarem l'esplèndida llar de la teva veritat que ens vas donar el dia de l'accés a la fe. No obstant això també desitgem que ells siguin feliços per efecte de la mútua unió i concòrdia". | » |

Si el text és veritablement aquest, resulta fàcil comprendre que en un estat sota un poder absolut, molts optarien per la conversió malgrat no creure sincerament, i altres intentarien evitar ser identificats com no cristians, i dissimular la seva pertinença a una altra religió (la qual cosa en si mateixa no era perillosa, però podia arribar a ser-ho, o almenys a constituir un obstacle per a determinades carreres).